# St.-Jakobs-Wasserturm
Der untere St.-Jakobs-Wasserturm, auch Jakober Wasserturm genannt, ist ein Denkmal von Augsburgs historischer Wasserwirtschaft. Er ist einer von ursprünglich zwei Wassertürmen in der Augsburger Jakobervorstadt und wurde von 1604 bis 1609 vom Augsburger Stadtbaumeister Elias Holl erbaut. Beide Türme versorgten die Jakobervorstadt und die Fuggerei mit Trinkwasser. Der zweite, obere St.-Jakobs-Wasserturm beim Jakobertor wurde 1944 durch einen Bombentreffer zerstört.

## Beschreibung
Der Turm besteht aus einem rechteckigen Unterbau auf dem sich ein zweigeschossiger, architektonisch reich verzierter Oberbau erhebt. Das Dach bildet eine kupfergedeckte Kuppel.

## Geschichte

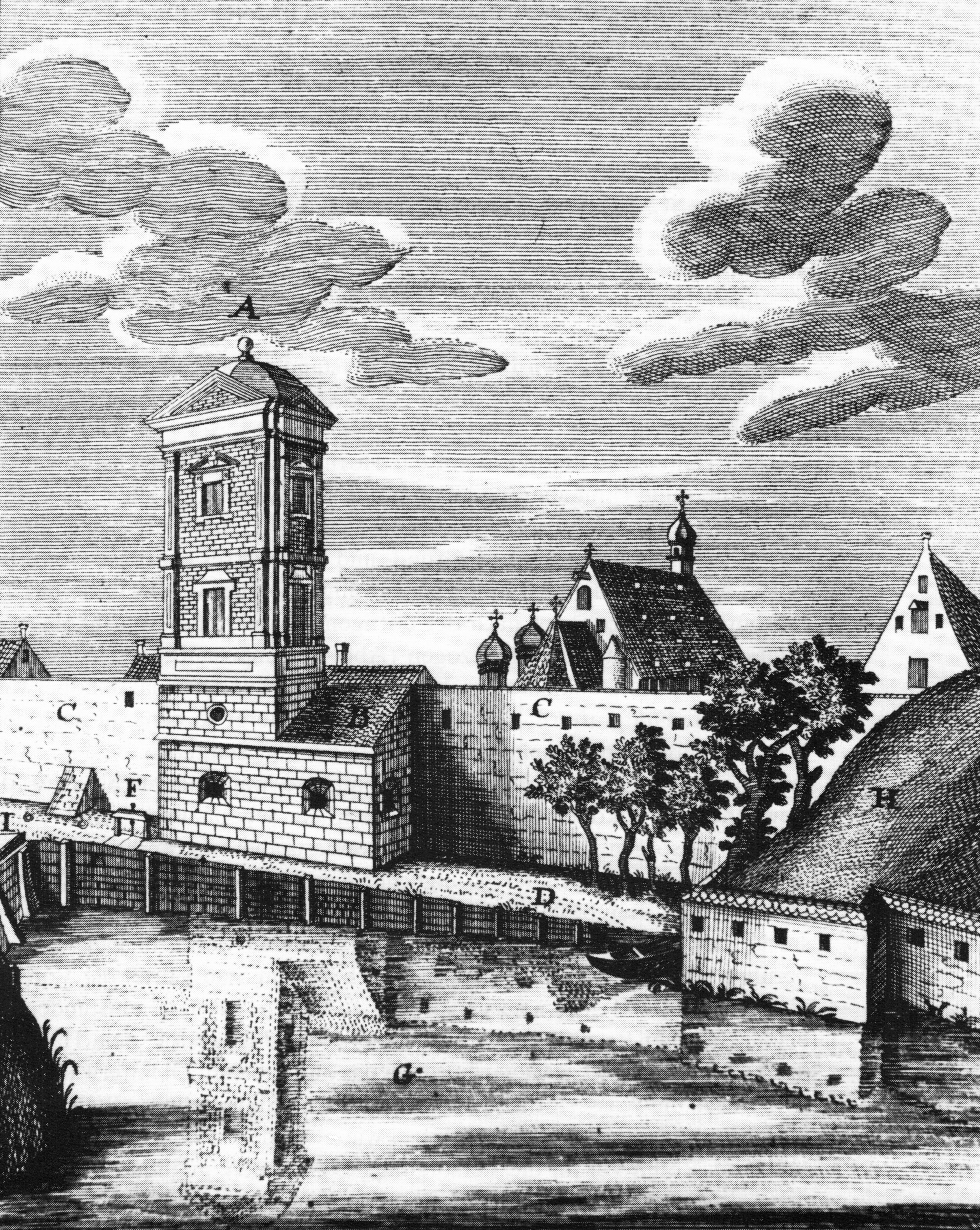
Stich von Johann David Nessenthaler nach einer Vorlage von Caspar Walter (1762)

Der untere St.-Jakobs-Wasserturm befindet sich am Stadtgraben beim Oblatterwall unweit der Augsburger Kahnfahrt. Er war früher ein Bestandteil der Augsburger Stadtmauer. In einem niedrigen Anbau mit Pultdach, der heute noch erhalten ist, befand sich früher das 5,30 m hohe Wasserrad. Die Pumpe wurde mit drei Kolben, einer Kurbelwelle und einer Pleuelstange angetrieben und beförderte das Wasser in das im Obergeschoss des Turmes befindliche Wasserbecken, um den notwendigen Wasserdruck zu erzeugen. Der First des Pultdachs markiert die Höhe der Stadtmauer.

## Heutiger Zustand
Die beiden St.-Jakobs-Wassertürme hatten ihre Funktion bis zur Umstellung der Augsburger Wasserversorgung 1879 inne. Der erhaltene untere St.-Jakobs-Wasserturm steht heute unter Denkmalschutz. Er ist an eine Buchhandlung und ein Ingenieurbüro vermietet, die für die Sanierung gesorgt haben, und kann seit 1999 auf Anfrage besichtigt werden. Während die Originalfassade in sehr gutem Zustand erhalten geblieben ist, gibt es im Inneren keine Hinweise mehr auf die einstige Funktion des Turmes. Die Räumlichkeiten werden durch eine hölzerne Treppe dominiert. In dem ehemaligen Wasserturm finden heute auch Ausstellungen statt.